# 일본국유철도 C61형 증기 기관차
일본국유철도 C61형 증기 기관차(일본어: C61形蒸気機関車)는 1947년부터 1949년에 걸쳐 제조된 여객급행열차용 텐더식 증기 기관차이다. D51형을 이용해 제조됐다.

## 개조까지의 배경
제2차 세계 대전 후에는 여객수송 수요가 급증해 전쟁 중 제조가 중지됐던 여객용 기관차가 급격히 부족해지면서 국철은 전쟁 이전에 제조하던 C57형, C58형, C59형 등을 추가 생산을 실시하기로 했다. 그러나 연합군 최고사령부의 허가 없이 기관차를 새로 제작을 할 수 없었기 때문에, 실제로 새로 제작할 수 있던 양수가 적었고, 결국 기관차 부족 사태를 해소할 수 없었다. 그와중에 종전 이후 화물수송 수요는 오히려 급감했기 때문에 남아도는 화물용 기관차의 D51형과 D52형을 여객용 기관차로 개조하게 됐다. '기존 차량의 개조'라는 이유는 '새로운 차량 제조'에 비해 제한이 덜 했기 때문이다.

## 제조・구조
미쓰비시 중공업과 닛폰차량제조에 의해 총 33량이 제조되었다. C61형은 D51형의 개조긴 하지만, 실제 D51형의 부품이 쓰인 것은 보일러와 일부 부품뿐이였다. 게다가 개조된 것은 태평양 전쟁 말기에 제작되어 상태가 나쁜 차량이 대부분이였고, 그 중에는 보일러 재활용은 명목만으로 남고 새로운 보일러를 제조하여 완전히 신차에 가까운 차량도 있었다. 기관차는 C57형을 베이스로 설계되었지만 차중은 증가했다. 그래서 C61형은 C57의 대체제로 사용하기 위해 제조될 때부터 C57의 운용범위에 딱 맞는 축중으로 바꾸기 위하여, 종륜의 설계를 2륜으로 변경한 4-6-4형의 '허드슨'이라고 불리는 차륜 배치가 되었다.
C61형과 동시에 개조가 진행되고 있던 C62형 역시 허드슨형 축 배치를 채용했지만, C62형은 제작 도중 노동자들의 파업이 일어나 완성이 늦어져 C61형이 먼저 완성되었기 때문에, 일본 최초의 허드슨기라는 타이틀은 C61형이 가져갔다.
또 당시에는 일본 내에서 공급되던 석탄의 질이 매우 좋지 않았기 때문에 제대로 된 힘을 내기 위해서는 보일러에 대량의 석탄을 투입해야 했다. 그래서 기관사들의 노고을 줄이기 위해 일본 기관차로서는 처음으로 자동급탄기를 채용했다.
| 형식  | 개조후 | 개조전   | 개조사          | 제조번호 | 개조일           |
| ----- | ------ | -------- | --------------- | -------- | ---------------- |
| C61형 | C61 01 | D51 0615 | 미쓰비시 중공업 | 0640     | 1947년 11월 30일 |
| C61형 | C61 02 | D51 1109 | 미쓰비시 중공업 | 0641     | 1948년7월 31일   |
| C61형 | C61 03 | D51 1063 | 미쓰비시 중공업 | 0642     | 1948년8월 22일   |
| C61형 | C61 04 | D51 1011 | 미쓰비시 중공업 | 0643     | 1948년8월 31일   |
| C61형 | C61 05 | D51 1075 | 미쓰비시 중공업 | 0644     | 1948년9월 28일   |
| C61형 | C61 06 | D51 1134 | 미쓰비시 중공업 | 0645     | 1948년 10월 18일 |
| C61형 | C61 07 | D51 1147 | 미쓰비시 중공업 | 0646     | 1948년 10월 30일 |
| C61형 | C61 08 | D51 1117 | 미쓰비시 중공업 | 0647     | 1948년 11월 16일 |
| C61형 | C61 09 | D51 0925 | 미쓰비시 중공업 | 0648     | 1948년 11월 29일 |
| C61형 | C61 10 | D51 1047 | 미쓰비시 중공업 | 0649     | 1948년 12월 14일 |
| C61형 | C61 11 | D51 1139 | 미쓰비시 중공업 | 0650     | 1949년1월 15일   |
| C61형 | C61 12 | D51 1143 | 미쓰비시 중공업 | 0651     | 1949년2월 28일   |
| C61형 | C61 13 | D51 1115 | 미쓰비시 중공업 | 0652     | 1949년3월 19일   |
| C61형 | C61 14 | D51 1124 | 미쓰비시 중공업 | 0653     | 1949년3월 31일   |
| C61형 | C61 15 | D51 1084 | 미쓰비시 중공업 | 0654     | 1949년3월 27일   |
| C61형 | C61 16 | D51 1128 | 미쓰비시 중공업 | 0655     | 1949년5월 19일   |
| C61형 | C61 17 | D51 1130 | 미쓰비시 중공업 | 0656     | 1949년6월 18일   |
| C61형 | C61 18 | D51 0874 | 미쓰비시 중공업 | 0657     | 1949년6월 18일   |
| C61형 | C61 19 | D51 1027 | 미쓰비시 중공업 | 0658     | 1949년7월 28일   |
| C61형 | C61 20 | D51 1094 | 미쓰비시 중공업 | 0659     | 1949년7월 31일   |
| C61형 | C61 21 | D51 1123 | 미쓰비시 중공업 | 0660     | 1949년8월 31일   |
| C61형 | C61 22 | D51 1158 | 닛폰차량제조    | 1500     | 1948년9월 25일   |
| C61형 | C61 23 | D51 1010 | 닛폰차량제조    | 1501     | 1948년9월 30일   |
| C61형 | C61 24 | D51 1135 | 닛폰차량제조    | 1502     | 1948년9월 30일   |
| C61형 | C61 25 | D51 0366 | 닛폰차량제조    | 1503     | 1948년 10월08일  |
| C61형 | C61 26 | D51 0198 | 닛폰차량제조    | 1504     | 1948년 10월 28일 |
| C61형 | C61 27 | D51 1146 | 닛폰차량제조    | 1505     | 1948년 10월 31일 |
| C61형 | C61 28 | D51 0904 | 닛폰차량제조    | 1506     | 1948년 11월 25일 |
| C61형 | C61 29 | D51 0069 | 닛폰차량제조    | 1507     | 1948년 11월 29일 |
| C61형 | C61 30 | D51 1144 | 닛폰차량제조    | 1508     | 1948년 12월 11일 |
| C61형 | C61 31 | D51 0945 | 닛폰차량제조    | 1509     | 1948년 12월 22일 |
| C61형 | C61 32 | D51 1050 | 닛폰차량제조    | 1510     | 1949년1월 31일   |
| C61형 | C61 33 | D51 1148 | 닛폰차량제조    | 1511     | 1949년03월02일   |

## 운용

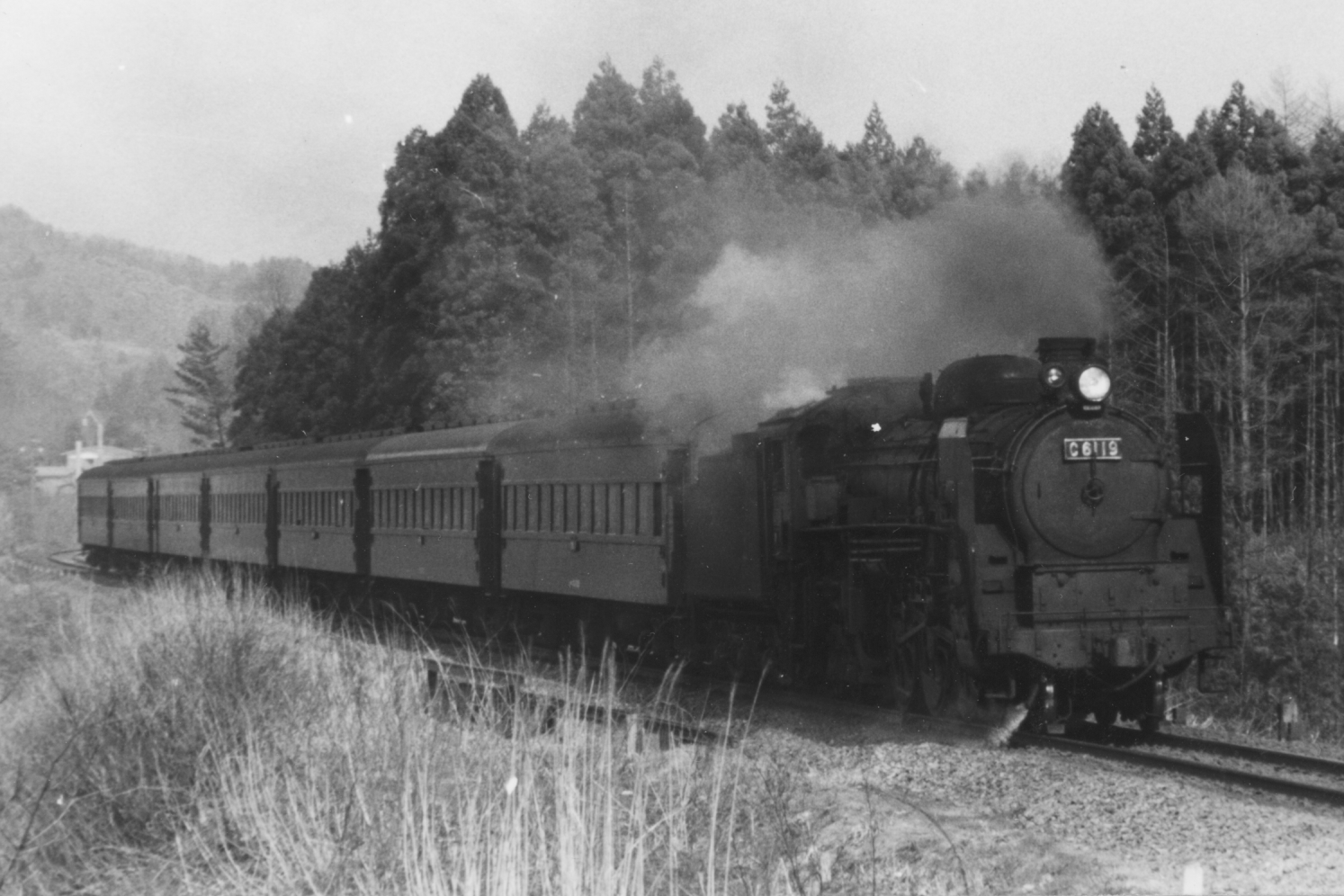
오우 본선을 달리는 C61 19

도호쿠 본선, 조반 선, 오우 본선(아키타 - 아오모리간), 닛포 본선, 가고시마 본선이라는 지방 간선에 배치된 C61형은 여객열차를 중심으로 많은 열차를 견인했다. 성능이나 크기면에서 C57형이나 C60과 공통적으로 운용되는 경우도 종종 있었다. C57형과 비교해보면, C61형이 보일러 용량이 확연하게 크기 때문에 출력이 더 큰 반면, 축중과 견인력으로는 조금 뒤떨어졌기 때문에, 보일러 용량으로는 우등 열차 견인에서는 우위에 섰지만, 축중과 견인력이 중시되는 보통 열차 견인에서는 C57형 쪽이 적합했다고 한다. 또, C60형과 비교하면, 출력으로는 약간 웃도는 한편 견인력에서 뒤떨어졌지만, 자동급탄 장치가 있던 것은 큰 장점이 되어, 우등 열차 견인에서는 C61형이 우위였다. 가장 좋은 예로, 1955년의 도호쿠 본선 센다이 이북 구간으로, 홋카이도를 이어주는 특급·급행 열차는 기본적으로 센다이 기관구의 C61형이 센다이 - 아오모리 구간을 견인한 것에 비해, C60형은 우등 열차의 모리오카 이북 구간의 보조기 거나 보통 열차의 견인을 주로 맡았다.
기관차 수가 적은데다가 주로 운용하는 장소가 대도시에서 떨어져있었기 때문에 저명한 존재이긴 했지만, 도호쿠 본선 최초의 특급 〈하츠카리〉의 센다이 - 아오모리 구간과 도호쿠 본선 최초의 침대특급 〈하쿠쓰루〉의 센다이 - 아오모리 구간 （운행 초기의 〈하츠카리〉 및 〈하쿠쓰루〉의 모리오카 - 아오모리간은 13개의 급구배에 대비하여 전부 C60형을 보조기로 증결함）이나, 도쿄 - 니시가고시마 노선을 가고시마 본선을 경유해서 연결하는 직결침대특급 〈하야부사〉의 규슈구간을 비롯해 도호쿠 본선이나 가고시마 본선 등에서 수많은 특급이나 급행을 견인하고 있었다. 또, 도호쿠 본선에서는 여객 열차 견인 이외에도, 〈기타타카라〉라고 하는 고키 5500형 화차 등으로 편성된 특급 화물 열차나 급행 화물 열차를 견인하기도 했다.
덧붙여 오우 본선의 아키타 - 아오모리간에서도, 1958년 10월에 C61 18을 포함한 총 8량이 아오모리 기관구로 전속하여 이동했을 때의 시간표 개정으로부터 1960년대 전반에 걸쳐서는, 1960년 10월의 시간표 개정으로 아오모리 기관구에 배치되게 된 C60형과의 증결운행에서 급행 열차 〈니혼카이〉등의 견인을 담당했고, 그 후에도, 오우 본선의 아키타 - 아오모리간의 우등열차의 견인기가 디젤화 되고 나서도, 계속 C60형과 공통 운용으로, 보통 열차나 화물 열차를 견인했다
또, 후에 동태 보존기가 된 C61 2와 C61 20을 포함한 마지막 6량(그 밖에 C61 18 · 19 · 24 · 28의 4량）은, 1968년 10월의 시간표 개정으로 도호쿠 본선의 모리오카 - 아오모리간의 전철화가 끝나고 나서, 1971년 10월에 규슈의 닛포 본선용으로 미야자키 기관구로 전속될 때까지는 아오모리 기관구에 집중 배치되어 오우 본선의 아키타 - 아오모리 사이에 있어 보통 열차나 화물 열차의 견인기로서 활약했지만, 특히 신선으로 전환되기 직전의 구선시대 야타테 고갯길 구간(아오모리 현) 등에서 D51형과 함께 사용돼 철도 동호인들의 눈길을 끌었다.
마지막 운행지는 규슈의 닛포 본선이지만, 동태 보존을 위해서 C61 2가 1972년에 우메코지 기관구로 전속되었다. 남은 5량도 1974년 미야자키의 전철화가 될 때 대부분이 운용을 끝내, 마지막 1량(C61 18)도 같은 해에 운용을 끝내고 1975년 1월에 휴차처리되었다.

### 개조
신차 배치시부터 1970년 가고시마 본선의 모든 구간 전철화에 의한 폐차까지의 긴 시간을 규슈의 가고시마 본선에서 보낸 6량(C61 12・13・14・31・32・33 도스기관구 → 가고시마 기관구)중 1량인 C61 13에는, 1954년에 전반적인 검사를 할때, 가고시마 공장에서, 전방으로 기운 제연판(이른바 가고시마 공장식 제연판)이 장착되었다.
조반 선 · 도호쿠 본선에 배치된 차량에서는, 1964년 무렵부터 전철화 구간이 늘어남에 따라, 전등옆에 보조등으로 LP405형을 설치했다. 그 밖의 개조로는 아오모리 기관구 소속차량을 중심으로 1960년대 전반 이후, 보조기로서의 운용이나 역행운전을 대비, 기관차 앞부분에도 난방용 증기관을 연결하는 공사를 실시했으며, 굴뚝 주위에 보조 제연판을 마련하였다.

## 보존

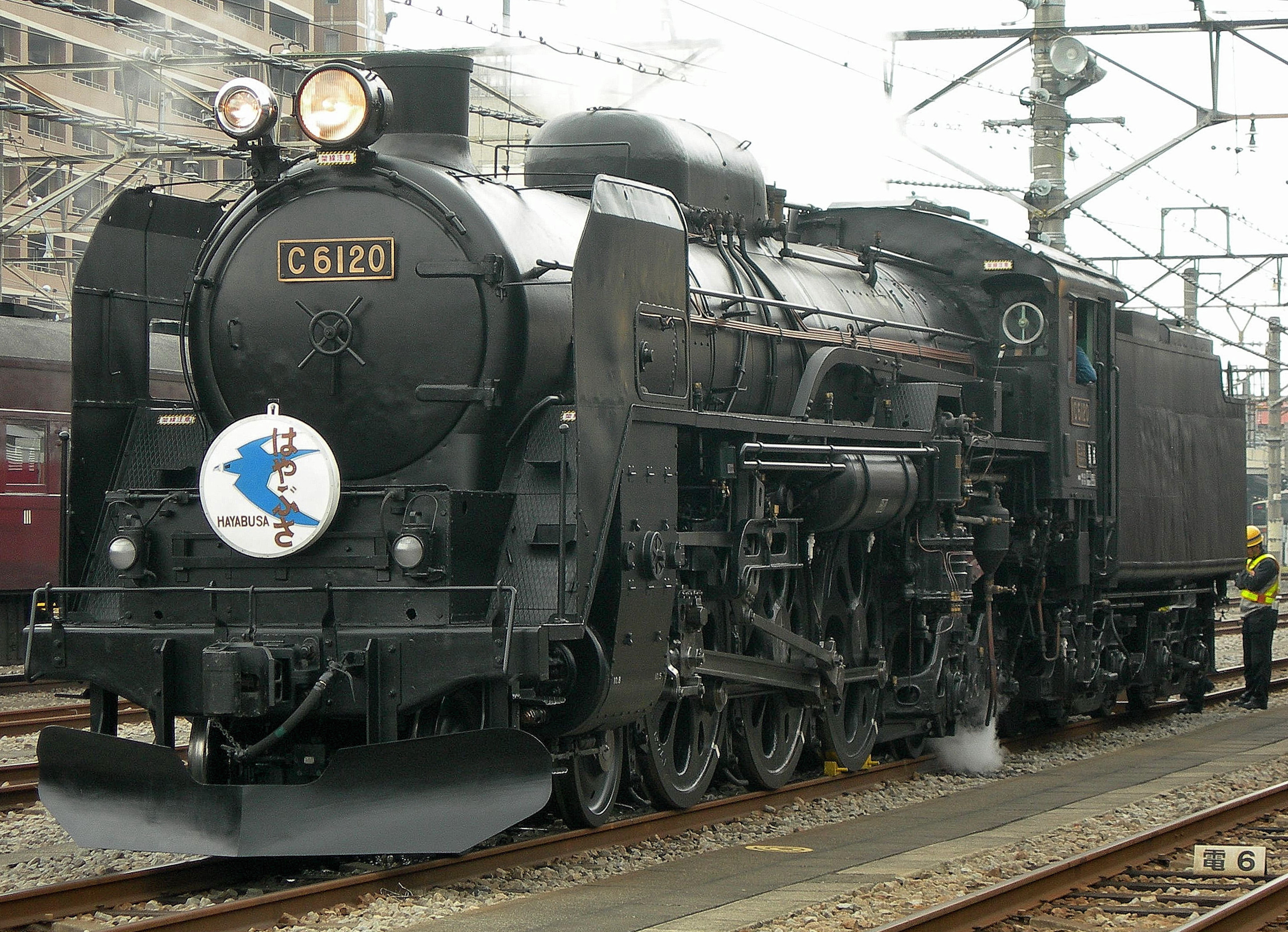
복원 완료되어 다카사키 차량 센터에서 일반인에게 공개된 C61 20

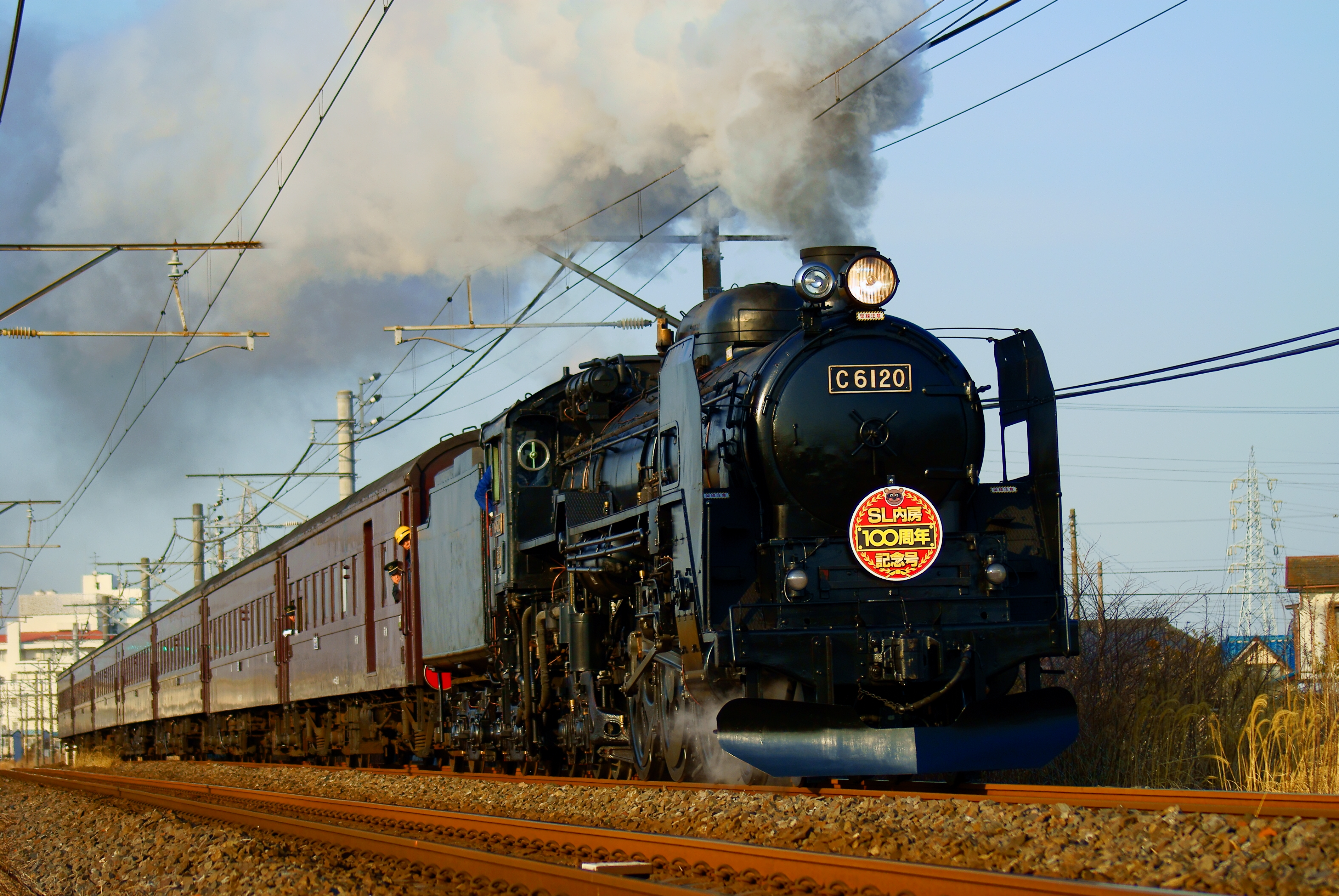
자력 운전을 하는 C61 20 (2012년 2월 10일 촬영)

동태 보존기 2량, 정태 보존기 2량(부분 보존기 1량 포함), 총 4량이 보존되어 있다. 모두 미쓰비시 중공업에서 제조된 차량이다.

### 동태보존기
- C61 2：교토철도박물관[1]
1948년 7월 31일, 미쓰비시 중공업 미하라 공장에서 제조되었다.보일러 등은 D51 1109에서 가져왔다. 센다이와 가고시마에 배속된 후, 1972년 10월 10일부터 우메코지 증기 기관차관에 있다가 교토 철도 박물관(2016년 4월 신장 개관)에서 동태 보존되고 있다.
1974년 5월 12일, 〈SL 시라사기〉로서 오사카 - 히메지 구간을 12계 객차로 운행하여 왕복 운행했다.
1979년 3월 28일에 차적이 말소되었으나, 1987년 3월 1일에 차적이 부활하였다.
박물관의 증기기관차 체험 열차 〈스팀호〉에 사용될 수도 있다. 차적은 남아 있지만 전반적인 검사는 받지 못하므로 본선에서 사용할 수 없다.

- C61 20：동일본 여객철도[4]
1973년 8월 28일에 폐차·차적말소가 된 후, 군마현 이세자키시의 게조사 공원 유원지에서 정태 보존 상태로 있었으며, 2009년 12월 8일에 동일본 여객철도가 3억엔을 들이며 동태복원하여 정식으로 부활했다. 2010년 1월 19일에는 오미야 종합차량센터에서 복원절차를 거쳐 2011년 3월 31일 복원 완료와 차적 복귀가 이루어졌다. 같은해 6월 4일부터 조에쓰선 다카사키 - 스이조 간에 영업운전이 개시되었다.

### 정태보존기
- C61 18（부분 보존）
  - （전면부）：후쿠오카현 노가타시 "기차클럽"소유
  - （동륜）：후쿠오카현 후쿠오카시 하카타구 데키마치공원
- C61 19：가고시마현 기리시마시 죠야마공원

또한 C61 1이 구 도호쿠 철도 학원에 보존되어 있었으나 1996년경 폐차되어 현존하지 않는다.

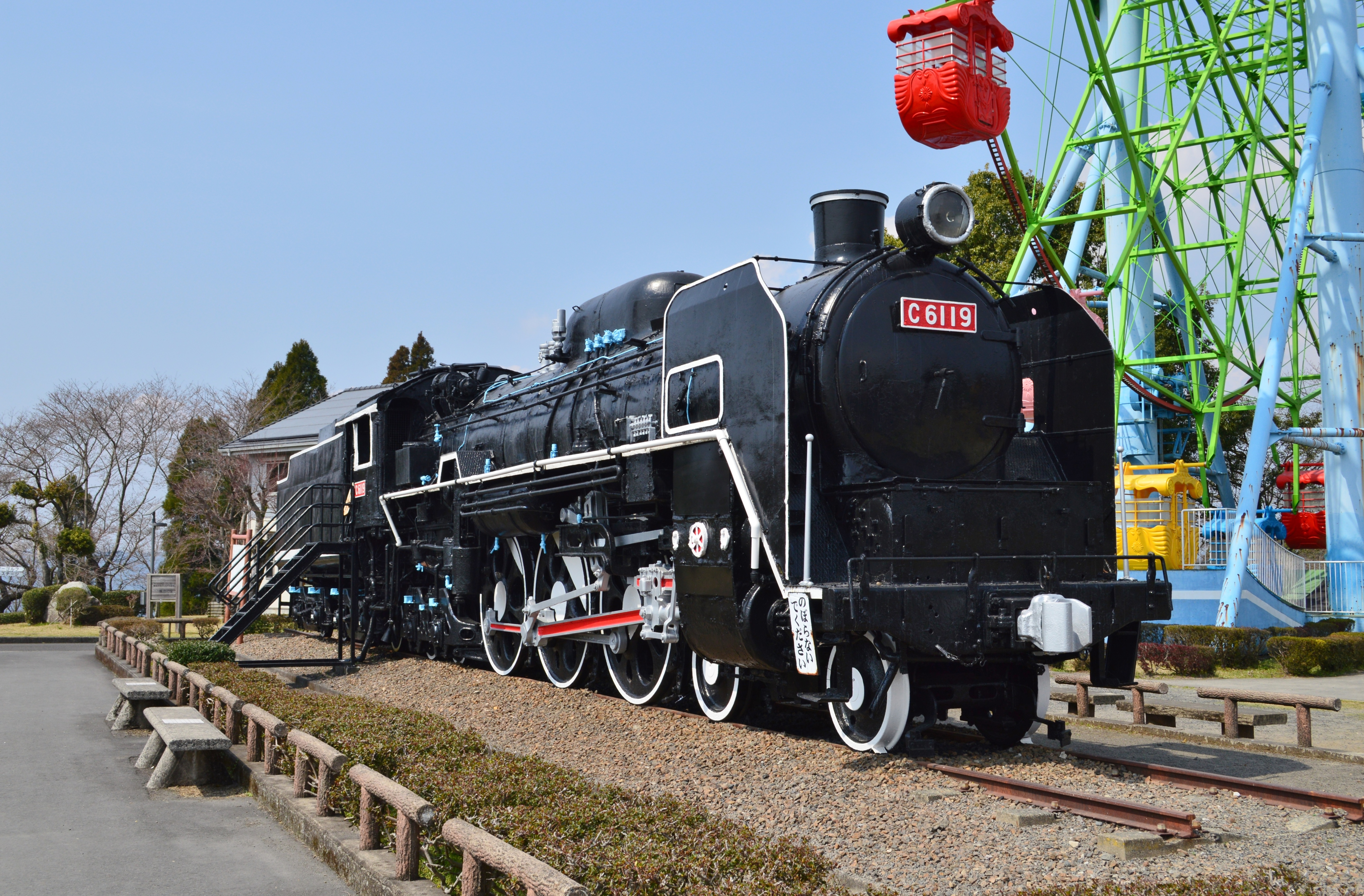
C61 19 가고시마현 기리시마시 죠야마공원

## 같이 보기
- 일본국유철도 C60형 증기 기관차
- 일본국유철도 C62형 증기 기관차